# Mont-de-Lans
Mont-de-Lans är en kommun i departementet Isère i regionen Auvergne-Rhône-Alpes i sydöstra Frankrike. Kommunen ligger i kantonen Le Bourg-d'Oisans som tillhör arrondissementet Grenoble. År 2018 hade Mont-de-Lans 1 097 invånare.

## Befolkningsutveckling
Antalet invånare i kommunen Mont-de-Lans
Referens:INSEE